# نوبو كوجيما
نوبو كوجيما (باليابانية: 小島信夫) (28 فبراير 1915، غيفو في اليابان - 26 أكتوبر 2006، طوكيو في اليابان)؛ كاتب، مترجم وروائي ياباني. درس في جامعة طوكيو.

## الجوائز
- جائزة أكوتاغاوا